# ادزل ویلیجر

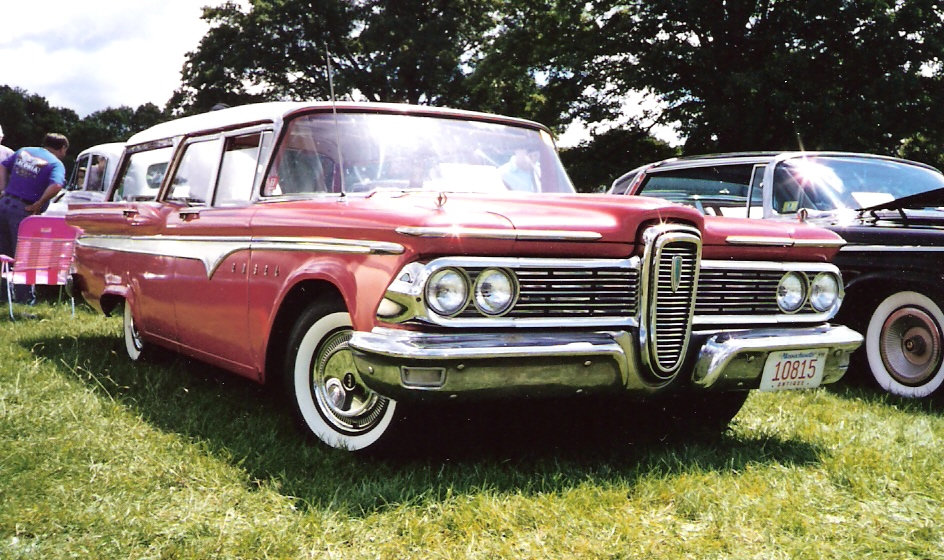

ادزل ویلیجر (Edsel Villager) خودرویی است که در سال‌های ۱۹۵۸ تا ۱۹۶۰تولید شده‌است. سیستم جعبه‌دندهٔ آن ۳ دنده به دو صورت خودکار و دستی است.